# Villarrubia de Santiago
Villarrubia de Santiago ist eine zentralspanische Gemeinde mit 2.559 Einwohnern (Stand: 2024) in der Provinz Toledo der Region Kastilien-La Mancha. 

## Lage und Klima
Villarrubia de Santiago liegt im Norden der historischen Landschaft der La Mancha ca. 60 km (Fahrtstrecke) ostsüdöstlich der Stadt Toledo in einer Höhe von ca. 750 m. Der Tajo durchfließt den nördlichen Teil der Gemeinde. Durch die Gemeinde führt die Autovía A-40. 
Das Klima im Winter ist rau, im Sommer dagegen trocken und warm; der spärliche Regen (ca. 460 mm/Jahr) fällt überwiegend in den Wintermonaten.

## Bevölkerungsentwicklung
| Jahr      | 1970 | 1981 | 1991 | 2001 | 2011 | 2021 |
| Einwohner | 3339 | 3054 | 2984 | 2865 | 2827 | 2508 |

## Sehenswürdigkeiten
- Bartholomäuskirche (Iglesia de San Bartolomé)
- Casa de Lara

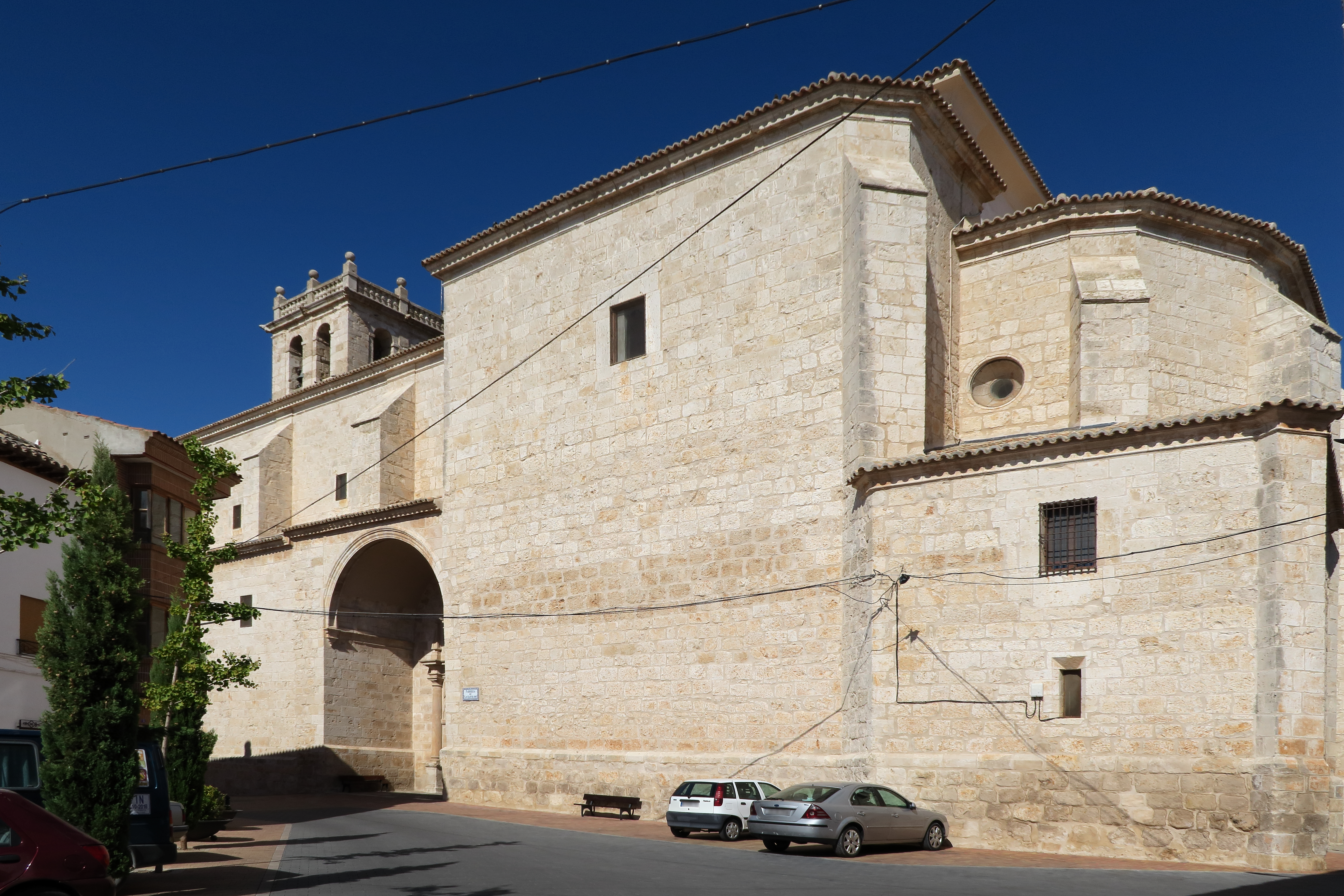
Bartholomäuskirche
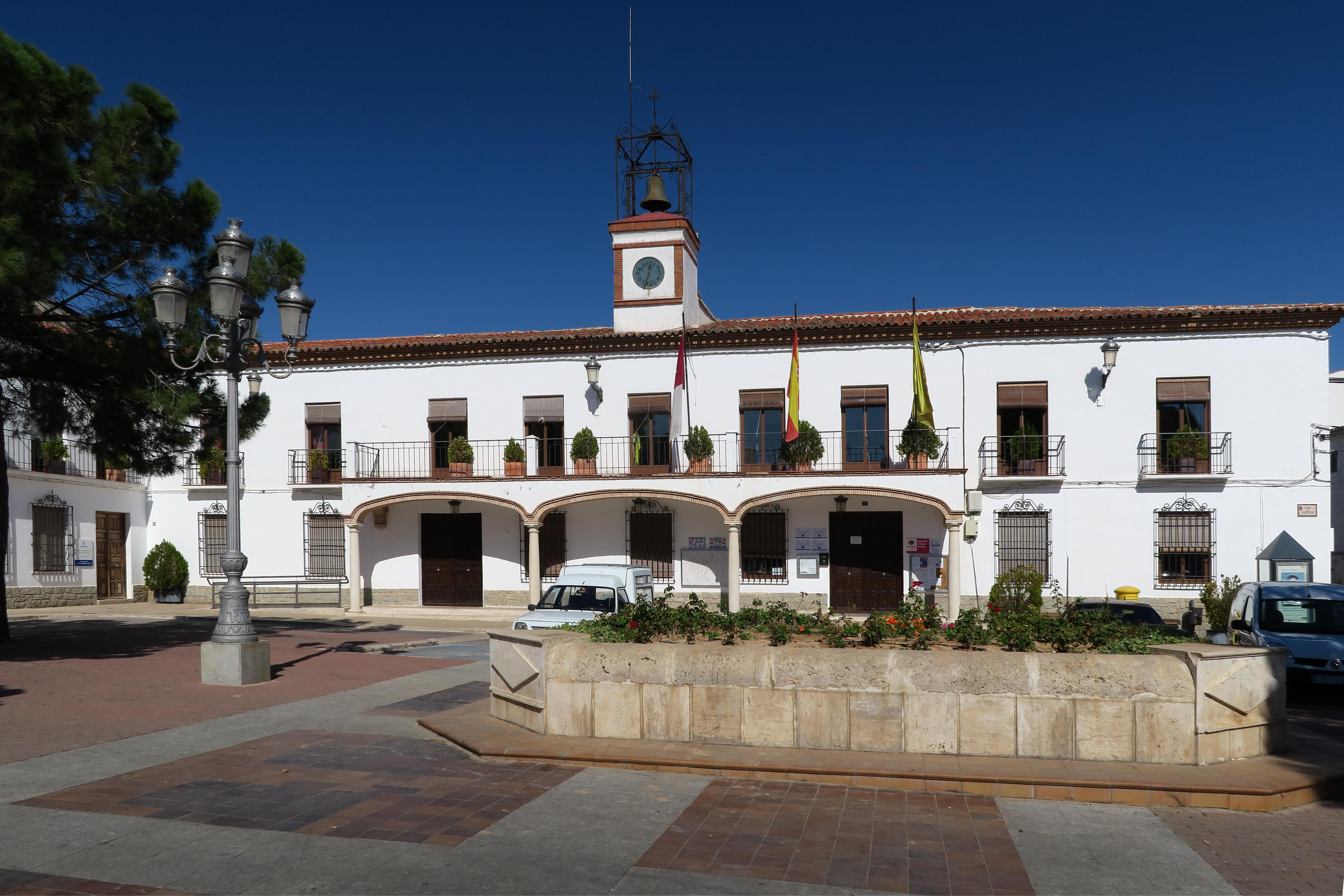
Rathaus

## Persönlichkeiten
- Juan de la Virgen del Castellar (1898–1936), Mönch, als Märtyrer selig gesprochen